# Kruipende kaaszwam
De kruipende kaaszwam (Postia sericeomollis) is een schimmel uit de familie Dacryobolaceae. De soort komt voor bij naaldbomen. Hij leeft saprotroof op naaldhout. Hij is bekend van o.a. jeneverbes en spar. Hij veroorzaakt bruinrot.

## Kenmerken
Het vruchtlichaam is eenjaarlijks, uitgespreid en heeft een diameter van maximaal 15 cm. Het is makkelijk van het substraat te scheiden en is bij droogte kurkachtig van structuur. De rand is vruchtbaar of steriel, met een breedte van minder dan 1 mm. De oppervlakte is witachtig en behaard. De poriën zijn wit, geelachtig of lichtbruin, rond tot hoekig, met 4-6 poriën per mm en dunne haartjes. Het vruchtlichaam heeft een witachtige, gelaagde context met een dikte van minder dan 1 mm. De buisjeslaag is eenkleurig en kan tot 3 mm dik worden, het is bros na droging. De smaak is bitter.
De basidia zijn knotsvormig, met 4 sterigmata, hebben een basale septum en meten 18-20 × 5-6 µm. De sporen zijn glad, cilindrisch-ellipsoïdaal, cyanofiel, inamyloïde en meten 3,75-4,98 x 1,73-2,75 (Q=2,1). De schimmel heeft een monomitisch hyfensysteem. 

## Verspreiding
De soort komt voor in Noord- en Zuid-Amerika, Europa, Azië en Nieuw-Zeeland, met de meeste waarnemingen in Europa, vooral op het Scandinavisch schiereiland.
In Nederland komt de kruipende kaaszwam zeer zeldzaam voor. Hij staat op de rode lijst in de categorie 'Bedreigd'.